# 第7回NHK紅白歌合戦
『第7回NHK紅白歌合戦』（だいななかいエヌエイチケイこうはくうたがっせん）は、1956年（昭和31年）12月31日に東京宝塚劇場で行われた、通算7回目のNHK紅白歌合戦。21時05分 - 23時30分にNHKで生放送された。

## 概要
前年に引き続きラジオ東京が裏番組で『オールスター丹頂歌合戦』を編成したため歌手の引き抜き合戦となった。交渉の結果バーターでの出演歌手が大量に出たため出場歌手が紅白各16組から各25組に急増した。以降、25組前後の出場が一般的になる。

## 出演者

### 司会者
- 紅組司会：宮田輝 - NHKアナウンサー
- 白組司会：高橋圭三 - NHKアナウンサー
- 総合司会：石井鐘三郎 - NHKアナウンサー

### 出場歌手
紅組、      白組、      初出場、      返り咲き。
| 曲順 | 組 | 歌手名             | 回 | 曲目                       |
| ---- | -- | ------------------ | -- | -------------------------- |
| 1    | 紅 | 荒井恵子           | 3  | 南の花嫁さん               |
| 2    | 白 | 岡本敦郎           | 6  | 自転車旅行                 |
| 3    | 白 | 瀬川伸             | 2  | 明星鴉                     |
| 4    | 紅 | 照菊               | 初 | 恋のまよい鳥               |
| 5    | 白 | 霧島昇             | 4  | 恋に朽ちなん               |
| 6    | 紅 | 松島詩子           | 6  | 夜のヴァイオリン           |
| 7    | 白 | 鈴木正夫           | 5  | 常磐炭坑節                 |
| 8    | 紅 | 赤坂小梅           | 4  | 三池炭坑節                 |
| 9    | 白 | 宇都美清           | 3  | 青い灯赤い灯               |
| 10   | 紅 | 菅原都々子         | 4  | 連絡船の歌                 |
| 11   | 白 | 林伊佐緒           | 6  | 草原を行く男               |
| 12   | 紅 | 生田恵子           | 初 | アイ・アイ・バンジョー     |
| 13   | 白 | 高英男             | 3  | セ・シ・ボン               |
| 14   | 紅 | 宝とも子           | 2  | セ・シ・ボン               |
| 15   | 白 | ディック・ミネ     | 5  | 私の青空                   |
| 16   | 紅 | 淡谷のり子         | 3  | ルムバ・タムバ             |
| 19   | 白 | 藤山一郎           | 7  | あゝ牧場は緑               |
| 18   | 紅 | 江利チエミ         | 4  | お転婆キキ                 |
| 20   | 紅 | 二葉あき子         | 7  | 忘れじの君いづこ           |
| 21   | 白 | 津村謙             | 6  | 青春の街                   |
| 22   | 紅 | 池真理子           | 5  | どうして嫌と云えましょう   |
| 23   | 白 | 笈田敏夫           | 4  | ハイ・ソサエティ・カリプソ |
| 24   | 紅 | ペギー葉山         | 3  | ケ・セラ・セラ             |
| 25   | 紅 | 西村つた江         | 初 | 横浜（ハマ）の谷間         |
| 26   | 白 | 山形英夫           | 初 | 港の人気者                 |
| 27   | 紅 | 吉岡妙子           | 初 | 私の幸福は何処へ           |
| 28   | 白 | 真木不二夫         | 4  | 旅路の雨                   |
| 29   | 紅 | 中原美紗緒         | 初 | フル・フル                 |
| 30   | 白 | 旗照夫             | 初 | 恋とは素晴らしいもの       |
| 31   | 紅 | 小唄勝太郎         | 3  | 唐人お吉の唄               |
| 32   | 白 | 東海林太郎         | 3  | 赤城の子守唄               |
| 33   | 紅 | 鈴木三重子         | 初 | 愛ちゃんはお嫁に           |
| 34   | 白 | 若原一郎           | 初 | 風の吹きよで               |
| 35   | 紅 | 奈良光枝           | 5  | 白いランプの灯る道         |
| 36   | 白 | 近江俊郎           | 5  | 思い出月夜                 |
| 37   | 紅 | 越路吹雪           | 2  | 哀れなジャン               |
| 38   | 白 | 芦野宏             | 2  | ドミノ                     |
| 39   | 白 | 曾根史郎           | 初 | 若いお巡りさん             |
| 40   | 紅 | 大津美子           | 初 | 東京アンナ                 |
| 41   | 白 | 小坂一也           | 初 | ハートブレイク・ホテル     |
| 42   | 白 | 藤島桓夫           | 初 | かえりの港                 |
| 43   | 紅 | コロムビア・ローズ | 初 | 娘艶歌師                   |
| 44   | 白 | 伊藤久男           | 5  | キャラバンの太鼓           |
| 45   | 紅 | 渡辺はま子         | 5  | 桑港のチャイナタウン       |
| 46   | 白 | 春日八郎           | 2  | 別れの一本杉               |
| 47   | 紅 | 宮城まり子         | 3  | 屑屋の歌                   |
| 48   | 白 | 灰田勝彦           | 4  | 白銀の山小舎で             |
| 49   | 紅 | 笠置シヅ子         | 4  | ヘイ・ヘイ・ブギ           |

- 前回の出場歌手の中より不選出となった歌手は以下。
  - 紅組:大谷冽子・織井茂子・川田孝子・菊池章子・長門美保
  - 白組:河野ヨシユキ[注釈 1]・柴田睦陸・鶴田六郎・浜口庫之助・藤原義江・三浦洸一
- NHKは今回、元祖三人娘（江利チエミ、美空ひばり、雪村いづみ）と、この年のレコード市場を席巻した三橋美智也の獲得に力を注いだ。結果、ひばりは引き続き裏番組を優先したが、チエミを引き続き確保、いづみが2年ぶりに復帰し、三橋が初の紅白となった[2]（ただし、雪村は急病により直前に降板した（後述））。
- 鈴木正夫、鈴木三重子が史上初めての親子同時出場となった。

### 審査員
- 春日由三 - NHKラジオ局長・審査委員長
- 吉川義雄 - NHKテレビ局長
- 三國連太郎 - 俳優
- 小西得郎 - NHK野球解説者
- 栃錦清隆 - 大相撲・横綱
- 河上牧子 - 女優
- 水木洋子 - 脚本家
- 坂西志保 - 評論家
- 吾妻徳穂 - 舞踊家
- 一般代表2名

### 応援ゲスト
- トニー谷
- 三木のり平
- 河野ヨシユキ

## 当日のステージ
- 雪村いづみが、当時映画の掛け持ち出演など連日のハードスケジュールから、本番当日に急性胃痙攣に罹り出場を辞退。代役を立てる事ができず、やむなく雪村の出番を飛ばす措置を取った[注釈 2]。出場者は薔薇の花を胸につけていたが、雪村の分は盟友の江利チエミが2つ縫い付けて出演した[3]。
- 三木のり平が越路吹雪の応援にかけつけたが、客席から｢男のくせに女の味方か!｣と野次を飛ばされ、ほうほうの体で退場した。紅組司会の宮田輝に対しても客席から「テルテル坊主は女か!」と野次が飛んだ[4]。
- トリはともに第4回（1953年12月）以来3年ぶりに復帰の笠置シヅ子と灰田勝彦。返り咲き出場者同士のトリは今回のみである。
- テレビとラジオで同時中継されたが、VTRがなかったためテレビ映像は現存しない。ラジオ中継の音声は全145分中の約130分強が現存しており、松島の音声とエンディングの「蛍の光」大合唱の音声は現存しない。松島1人を除く他の出場歌手たちの歌唱音声は全て現存する。
- 優勝は白組（通算4勝3敗）。
- 今回使用したマイクロホンは、司会者用にNHK技研設計、はAIWA RV-A（試作品）、このマイクはのちにAIWA VM-17（BTS呼称、RV1-1A）として市販される。司会者用にRCA-77D。

## 後日譚
- 『オールスター歌合戦』に男性司会同士の舌戦で対抗する意味合いとして2年連続で実施した宮田輝・高橋圭三による両組男性司会は今回で終了（これは先述の宮田や三木への野次も一因とされる）、今回を最後に男性の紅組司会は第58回（2007年）の中居正広（SMAP）まで途絶える[5]。
- 司会陣が全員NHKアナウンサーで固められるケースは第52回（2001年）までなかった[6]。また、司会陣が全員男性という体制は今回以降ない。
- 翌年の第8回の司会陣に関し、高橋・石井鐘三郎は続投したものの、紅組司会は宮田から水の江瀧子に交代。宮田は第13回（1962年）でこの前年を以って降板した同期の高橋（NHK退職・フリーアナウンサー転身に伴うもの）に代わって白組司会として司会復帰している。
- 2004年にNHKラジオ第1で放送された特集番組内で、現存するラジオ中継の音声のうち、江利チエミの歌の音声が紹介された。また、2023年10月8日放送のNHK-FM『伊集院光の百年ラヂオ』では同年下期の連続テレビ小説『ブギウギ』のヒロインのモデルとなった笠置シヅ子を特集した際に、現存する音源から白組トリの灰田勝彦と大トリの笠置の歌の音声が紹介された[7]。